# Spermophilus alashanicus
Spermophilus alashanicus es una especie de roedor de la familia Sciuridae.

## Distribución geográfica
Se encuentran en el norte de China y Mongolia. 